# Notiphila montalentii
Notiphila montalentii är en tvåvingeart som beskrevs av Canzoneri och Rampini 1994. Notiphila montalentii ingår i släktet Notiphila och familjen vattenflugor.
Artens utbredningsområde är Sierra Leone. Inga underarter finns listade i Catalogue of Life.